# Sophie Weyers
Sophie Weyers (* 10. Mai 2002) ist eine deutsche Handballspielerin. Sie stand beim Bundesligisten VfL Oldenburg unter Vertrag.

## Karriere
Beim SV Cappeln hat Sophie Weyers mit dem Handball begonnen. Danach wechselte sie zum TV Cloppenburg, wo sie in der B-Jugend die Niedersachsenmeisterschaft gewinnen konnte. Danach wechselte Weyers gemeinsam mit ihrer Schwester Hannah in das der A-Jugend-Bundesliga-Team des VfL Oldenburg. Danach spielte sie in der zweiten Mannschaft, kam aber bereits zu vereinzelten Einsätzen in der Bundesliga. Ab dem Winter 2022 war sie mit einem Profivertrag ausgestattet. Nachdem Weyers in der Saison 2024/25 für die 2. Damenmannschaft des VfL Oldenburg aufgelaufen war, verließ sie den Verein.

## Nationalmannschaft
Weyers spielte nie in einer Landesauswahl. 2022 wurde sie vom damaligen Bundestrainer André Fuhr in den Kader für die Juniorinnen-WM in Slowenien berufen.

## Sonstiges
Weyers studiert bei der Polizei.